# Kian Emadi
Kian Emadi-Coffin (Stoke-on-Trent, 29 luglio 1992) è un pistard britannico.
Nel 2018 ad Apeldoorn si è laureato campione del mondo nell'inseguimento a squadre, insieme ai compagni di nazionale Ed Clancy, Ethan Hayter e Charlie Tanfield; nel 2019 ha invece vinto la medaglia d'argento nella stessa disciplina ai campionati del mondo di Pruszków.

## Palmarès

### Pista
- 2012

Campionati britannici, Chilometro a cronometro
- 2013

Cottbuser Nächte, Velocità a squadre (con Matthew Crampton e Jason Kenny)
Campionati britannici, Velocità a squadre (con Matthew Crampton e Jason Kenny)
Campionati britannici, Chilometro a cronometro
- 2016

1ª prova Coppa del mondo 2016-2017, Inseguimento a squadre (Glasgow, con Mark Stewart, Andrew Tennant, Oliver Wood e Matthew Bostock)
- 2017

2ª prova Coppa del mondo 2017-2018, Inseguimento a squadre (Manchester, con Steven Burke, Ed Clancy e Oliver Wood)
- 2018

Campionati del mondo, Inseguimento a squadre (con Ed Clancy, Ethan Hayter e Charlie Tanfield)

## Piazzamenti

### Competizioni mondiali
- Campionati del mondo

Mosca 2009 - Keirin Junior: 24º
Mosca 2009 - Velocità a squadre Junior: 7º
Mosca 2009 - Chilometro a cronometro Junior: 14º
Montichiari 2010 - Velocità a squadre Junior: 4º
Montichiari 2010 - Velocità Junior: 17º
Montichiari 2010 - Keirin Junior: 13º
Montichiari 2010 - Chilometro a cronometro Junior: 6º
Minsk 2013 - Chilometro a cronometro: 4º
Minsk 2013 - Velocità a squadre: 6º
Cali 2014 - Velocità a squadre: 5º
Cali 2014 - Keirin: 13º
Cali 2014 - Chilometro a cronometro: 12º
Saint-Quentin-en-Yvelines 2015 - Chilometro a cronometro: 12º
Hong Kong 2017 - Inseguimento a squadre: 4º
Apeldoorn 2018 - Inseguimento a squadre: vincitore
Pruszków 2019 - Inseguimento a squadre: 2º
Roubaix 2021 - Inseguimento a squadre: 3º

### Competizioni europee
- Campionati europei

Minsk 2009 - Chilometro a cronometro Junior: 8º
Minsk 2009 - Keirin Junior: 9º
Anadia 2012 - Velocità a squadre Under-23: 4º
Anadia 2012 - Keirin Under-23: 8º
Anadia 2013 - Chilometro a cronometro Under-23: 5º
Anadia 2013 - Velocità Under-23: 6º
Anadia 2013 - Keirin Under-23: 4º
Apeldoorn 2013 - Velocità a squadre: 4º
Apeldoorn 2013 - Velocità: 18º
Saint-Quentin-en-Yvelines 2016 - Inseguimento a squadre: 3º
Saint-Quentin-en-Yvelines 2016 - Corsa a eliminazione: 10º
Berlino 2017 - Corsa a eliminazione: 18º
Glasgow 2018 - Inseguimento a squadre: 3º
Monaco di Baviera 2022 - Inseguimento a squadre: 3º
Monaco di Baviera 2022 - Chilometro a cronometro: 12º